# Gisslaköpsgölen
Gisslaköpsgölen är en sjö i Vaggeryds kommun i Småland och ingår i Lagans huvudavrinningsområde. Sjön är 9,4 meter djup, har en yta på 0,03 kvadratkilometer och är belägen 234,2 meter över havet.